# 马其顿共产党
马其顿共产党，又称马其顿共产主义者联盟—自由运动，是北马其顿的一个共产主义政党。1992年4月，原马其顿共产主义者联盟的少数成员建立该党。1993年9月12日，获得注册政党资格。2007年，失去注册政党资格。2015年底，该党的成员参与组建泛左翼政党“左翼党”。